# Doute
Pour les articles homonymes, voir Doute (homonymie).
 (juillet 2012).
Si vous disposez d'ouvrages ou d'articles de référence ou si vous connaissez des sites web de qualité traitant du thème abordé ici, merci de compléter l'article en donnant les références utiles à sa vérifiabilité et en les liant à la section « Notes et références ».
 (juillet 2012).
- Si vous ne connaissez pas le sujet, laissez ce bandeau (vous pouvez alors contacter les auteurs).
- Si vous supprimez le contenu mis en cause (vous pouvez préalablement contacter les auteurs),

argumentez précisément cette suppression dans la page de discussion
(un manque de référence n'est pas un argument ; une recherche réelle de référence doit avoir été effectuée, être formellement documentée).
Le doute désigne l’état interrogatif d'un esprit dans l’incertitude, ou aussi le pressentiment, l’impression d’une réalité différente de celle qui est communément admise par consensus social ou moral. Il s’oppose à la certitude, notion de ce qui est sûr et qui n’est pas discutable,.
L’agnotologie étudie la fabrique du doute.

## Par domaine

### Philosophie

#### A la renaissance
Le doute scientifique fit son apparition avec ce qu'on appelle les « philosophes », il convient de mettre des guillemets. Au XVIIe siècle, le terme de philosophe recouvre ce qu'aujourd'hui on nommerait savant, scientifique, mathématicien ou physicien. La rupture provient du développement de l'observation et des appareils de mesure (de temps, d'angle, de distance, de poids...), par des précurseurs tels que Copernic (religieux), Tycho Brahe, Kepler, Giordano Bruno (religieux), Galilée (religieux également), dont les observations, notamment astronomiques, scrupuleusement notées et mesurées, entraient en contradiction avec les enseignements de l’Église romaine.
Le doute scientifique émergera peu à peu de cette attitude de mise en doute : les vérités de l'église, par définition, sont des vérités révélées, donc admises. Or, au XVIIe siècle, il fallut tout un travail de grands esprits issus de l'humanisme pour faire sortir du corpus religieux certaines vérités qui n'avaient pas de rapport ontologique à la religion. Au centre de multiples débats, les querelles tournant autour de l'astronomie et de la question de savoir si la Terre ou le Soleil était au centre de l'univers sont les plus connues et médiatisées.
La science naît donc de cette confrontation entre observations par des hommes de science, publication de ces mesures (comme les tablettes périodiques des planètes), et, au départ, des vérités que l'église avaient intégrées dans son enseignement depuis presque mille ans, mais qui, de procès en procès, puis en querelles, disputes, polémiques, vont amener à séparer ce qui relève du religieux et ce que les hommes de l'époque nommaient la philosophie naturelle et que nous nommons sciences.

#### Le tournant cartésien
Descartes rendit compte des erreurs que les certitudes engendrent dans les esprits. Contrairement aux sceptiques, mit en place une méthode, dans le but de se dégager du doute, et de le faire évoluer. C’est l’apparition du doute cartésien, ou doute méthodologique. Ce doute scientifique s’applique donc aux choses démontrables, auxquelles on peut trouver une réponse plus ou moins vérifiable. L'idée étant de partir de vérités admises par tous (le fameux Cogito, sum, on dit axiome en langage moderne) et, en s'appuyant sur la raison (la chose la mieux distribuée parmi les hommes) de démontrer par la seule force de la raison les vérités de la science. Donc la science se bâtit sur des vérités que, en théorie du moins, n'importe qui peut redémontrer à tout instant. Néanmoins, une vérité d'aujourd'hui peut être contredite par une expérience de demain et donc être mise en doute à son tour... et la science progresse de manière historique entre doute méthodologique, raisonnement, expérience, observation et intuition de la vérité à imaginer.
Doute cartésien et raison - capacité de raisonner - sont donc les concepts inséparables de la  science naissante : capacité à démontrer une proposition donnée, ou mise en évidence d'une contradiction au sein d'une vérité donnée.

Il y a également une catégorie de doutes totalement différents qui regroupe des questions d’ordre existentiel, tout ce que l’on va nommer métaphysique ("au-delà de la physique"). Ils concernent des sujets auxquels l’homme ne peut pas prétendre apporter une réponse qui soit certaine et démontrable.

### Théologie
Dans le catholicisme contemporain le doute est permis depuis le concile Vatican II en 1965 et sa clôture. Les théologien Denis Gera affirme que croire c'est douter dans la suite de la poétesse catholique française Marie Noel.
Les théologiens québécois de l'université de Laval affirme qu'il a deux types de doute. Le doute existentiel qui est par nature salutaire s'inscrivant dans une démarche de foi et le doute méthodologique condamnable car s'inscrivant dans une remise en cause radical du dogme.
Cette position est défendue tant par les théologiens catholiques de la psychanalyse adeptes de Dolto que par ceux des existentialiste dans la lignée de Kierkegaard.

### Droit

#### En pays de droit romaniste
La présomption d'innocence peut impliquer lors d'un procès une décision de relaxe ou d'acquittement « au bénéfice du doute » (en latin, in dubio pro reo) si aucune preuve fondée à charge (de culpabilité ou de responsabilité) ne peut être apportée.
Pour être « fondée », une preuve (à charge comme à décharge) doit d'une part être « valide », c'est-à-dire établie en conformité avec les règles de procédure nécessaires à la conduite du procès, afin qu'elle ne soit pas entachée de possibles falsifications par ceux qui l'apportent, ni d'autres irrégularités quand celle-ci est un témoignage pouvant faire l'objet d'influences extérieures déséquilibrées (de la part de personnes qui seraient restées soit inconnues lors de l'instruction, soit absentes du procès contradictoire où sont présentés les témoignages ou rapports d'enquête apportant la preuve). D'autre part, elle doit être soit « certaine » (basée sur le raisonnement et sur les faits avérés au procès par les témoins ou constatés par l'instruction d'enquête), soit « suffisante » (en droit français) pour le juge (ou le jury d'un procès) selon son « intime conviction » (notamment si les autres éléments à charge ou à décharge se contredisent).
Le juge français peut également décider, selon cette même conviction, de retenir comme suffisante (donc fondée) une preuve théoriquement invalide (au cas où son altération partielle par une irrégularité procédurale n'est pas de nature à compromettre entièrement sa validité ni son utilisation pour raisonner sur les faits). Toutefois avant de prendre cette décision, le juge peut suspendre ou reporter un procès et demander un complément d'enquête, ou demander à entendre d'autres témoins, afin d'établir les conditions et la portée réelle de l'altération de la preuve : s'il n'est alors pas possible de le déterminer ou si aucun autre témoin ne peut apporter cet éclairage avant la clôture du procès, qui ne peut être repoussée indéfiniment, la preuve mise en doute ne sera finalement pas retenue ; son absence (si cette preuve non retenue était à charge et si le complément d'enquête n'a pas apporté d'autre preuve fondée à charge) conduira finalement à la décision d'acquittement ou de relaxe « au bénéfice du doute ».

#### En pays de common law
En droit anglo-saxon, le juge fonde sa décision sur les preuves d'une culpabilité « hors de tout doute raisonnable » (en anglais, beyond all reasonable doubt). Cette notion de « doute raisonnable » (où le terme « raisonnable » ne doit pas être compris comme impliquant une quelconque « certitude morale », où celui qui décide de l'existence de ce doute raisonnable tiendrait compte de son opinion personnelle fortement affirmée dans ses propres choix de vie, ni même que la raison de ce doute soit «sérieuse», « substantielle » ou « suffisante » comparativement aux faits reprochés et jugés) n'est pas reconnue en droit français, sous lequel le juge est autorisé à statuer selon son « intime conviction ». Le terme « tout » (en anglais, all) revet ici une grande importance en droit anglo-saxon, car il a pour conséquence d'invalider entièrement une preuve si celle-ci a été l'objet d'une altération même partielle. Cela peut conduire à ne pas retenir du tout le témoignage d'une personne dont certains éléments se seraient avérés douteux : la vérité complète et la non-altération des témoignages revet alors une bien plus grande importance en droit anglo-saxon (même si en droit français les témoins sont aussi appelés au procès à « jurer de dire toute la vérité, rien que la vérité », le juge français pourra décider de retenir leur témoignage qui ne résulterait pas d'une démarche volontairement malhonnète de leur part, en leur demandant de les expliquer à nouveau au regard des doutes établis et d'établir alors leur position). En conséquence, le droit anglo-saxon sanctionne alors beaucoup plus sévèrement le faux témoignage (quand il résulte d'une altération volontaire) lors d'un procès, puisque aucun doute n'est toléré pour justifier les décisions rendues : l'acquittement ou la relaxe « au bénéfice du doute » y est donc beaucoup plus automatique puisqu'il n'est pas possible de retenir des preuves seulement « suffisamment convaincantes » (contrairement au droit français où le bénéfice du doute est plus rarement rendu).
Une autre conséquence du droit anglo-saxon, puisqu'il y est plus difficile d'obtenir des preuves fondées, est qu'un procès n'aboutit pas aussi souvent à une décision de culpabilité ou d'acquittement, même au bénéfice du doute. Le procès peut être interrompu à tout moment au moyen de la médiation par la partie à charge, plutôt que de risquer une décision automatique d'acquittement ou de relaxe : les preuves contradictoires présentées n'ont plus besoin alors d'être établies comme avérées ou fausses, et la culpabilité ou l'innocence de l'accusé n'a pas besoin d'être établie non plus ; la nature des faits reprochés mais surtout leurs conséquences sont alors seulement pris en compte pour évaluer et négocier un partage de responsabilité par une procédure dite « civile » (le doute persistera sur les faits mais il n'aura plus de conséquence judiciaire dès lors que les parties sont convenues d'un accord pour mettre fin à leur opposition initiale sur la base des éléments qu'elles défendaient, et il persistera tant que les termes de l'accord sont remplis et qu'aucune preuve existante ou nouvelle, ne contredisant pas cet accord, ne pourra être fondée par les parties concernant l'affaire initiale qui n'a pas été jugée).

### Lobbyisme
Des lobbies industriels, financiers, religieux ou politiques peuvent utiliser le doute, souvent via des éléments scientifiques incomplets ou biaisés, voire faux, pour appuyer le déni de faits établis, les relativiser, ou pour influencer le grand public et les élus politiques, par exemple pour retardant des décisions publiques ou privées inévitables, parce qu'allant dans le sens de l'intérêt public, mais allant aussi à l'encontre des intérêts de leurs mandants. On parle ainsi d'industrie du doute, et de marchands de doute, par exemple mobilisés pour créer ou entretenir le déni du réchauffement climatique, des effets du tabac sur la santé, de l'amiante, de l'alcoolisme, des néonicotinoïdes etc.,

## Intime / psychique
Le doute premier, c'est le doute sur soi. Sentiment de se fourvoyer, dont on ne peut ni donner la preuve ni la cause, et qui échappe à l'analyse. Le doute est une intuition déstabilisante, une série de questions sur les fondements, série qui s'alimente d'elle-même. Le doute personnel, bien antérieur au doute scientifique, est douloureux en ce qu'il est réflexif : le doute scientifique s'exerce sur des idées émises par d'autres, le doute intime sape obligatoirement la confiance, il influe sur le quotidien, sur la justesse des gestes, d'un travail ou d'un mot. En général, les humains le détestent car il fait entrer l'être dans un cycle instable, et dangereux. En même temps, dans la mesure où un être est capable d'évoluer, le doute est le compagnon obligatoire de cette évolution : sans question sur les certitudes de l'être, il ne peut y avoir aucune motivation, aucune critique digne... Le doute est alors le lieu même de l'épreuve qu'est une évolution personnelle.

#### Ouvrage

##### Sciences
- Benjamin Ball, De la folie du doute, Leçons sur les maladies mentales (31e leçon), Éd. Asselin et Houzeau, Paris, 1890.

##### Littérature
- Franz Kafka , Le château, édition le livre de poche, collection j'ai lu, 1926, 391 p

#### Article
- Durand B (2012) Ars persuasionis : entre doute et certitudes. DUNKER & HUMBOLT, 201 p, 2012, DUNKER & HUMBOLT. ⟨halshs-00757170⟩ (résumé)
- « Le doute et l'intime conviction - ProQuest », sur search.proquest.com (consulté le 9 octobre 2020)